# Nagaswara
Nagaswara – przedsiębiorstwo muzyczne z siedzibą w Dżakarcie oraz główna wytwórnia muzyki dangdut na rynku indonezyjskim. Wytwórnia Nagaswara została założona w 1999 roku przez Rahayu Kertawigunę. Pierwotnie nakładem Nagaswara ukazywały się utwory karaoke, house i remiksy. Z czasem wytwórnia zaczęła wydawać utwory dangdut, a później, próbując dotrzeć do szerszego grona odbiorców, zwróciła się w kierunku indonezyjskich grup popowych i rockowych (np. Zivilia).